# Matronoides cyaneipennis
Matronoides cyaneipennis là loài chuồn chuồn trong họ Calopterygidae. Loài này được Förster mô tả khoa học đầu tiên năm 1897.